# Раду Мунтян
Раду Мунтян (рум. Radu Muntean; нар. 8 червня 1971, Бухарест, Румунія) — румунський кінорежисер і сценарист.

## Біографія
У 1994 році закінчив Румунську академію театру і кіно за спеціальністю кінорежисура. З 1996 року він зняв понад 400 рекламних роликів і отримав понад 40 національних і міжнародних нагород на різних фестивалях реклами.

## Фільмографія
| Рік  |     | Українська назва        | Оригінальна назва     | Роль         |
| ---- | --- | ----------------------- | --------------------- | ------------ |
| 1992 | док | Вони теж наші           | Și ei sunt ai noștri  | —            |
| 1994 | док | Лінденфелд 1994         | Linderfeld 1994       | —            |
| 1994 | док | Життя в іншому місці    | Viața e în altă parte | —            |
| 2002 | ф   | Гнів                    | Furia                 | —            |
| 2006 | ф   | Папір буде синій        | Hârtia va fi albastră | —            |
| 2008 | ф   | Бугі                    | Boogie                | —            |
| 2010 | ф   | У вівторок після Різдва | Marţi, după Crăciun   | —            |
| 2011 | док | Кімната відвідувань     | Vorbitor              | —            |
| 2015 | ф   | Поверхом нижче          | Un etaj mai jos       | —            |
| 2018 | ф   | Аліс Т.                 | Alice T.              | Тато Цезонії |
| 2021 | ф   | Інтреґалде              | Întregalde            | Раду         |
| 2023 | док | Давід                   | David                 | —            |